# Båtsmanstorpet Östberg

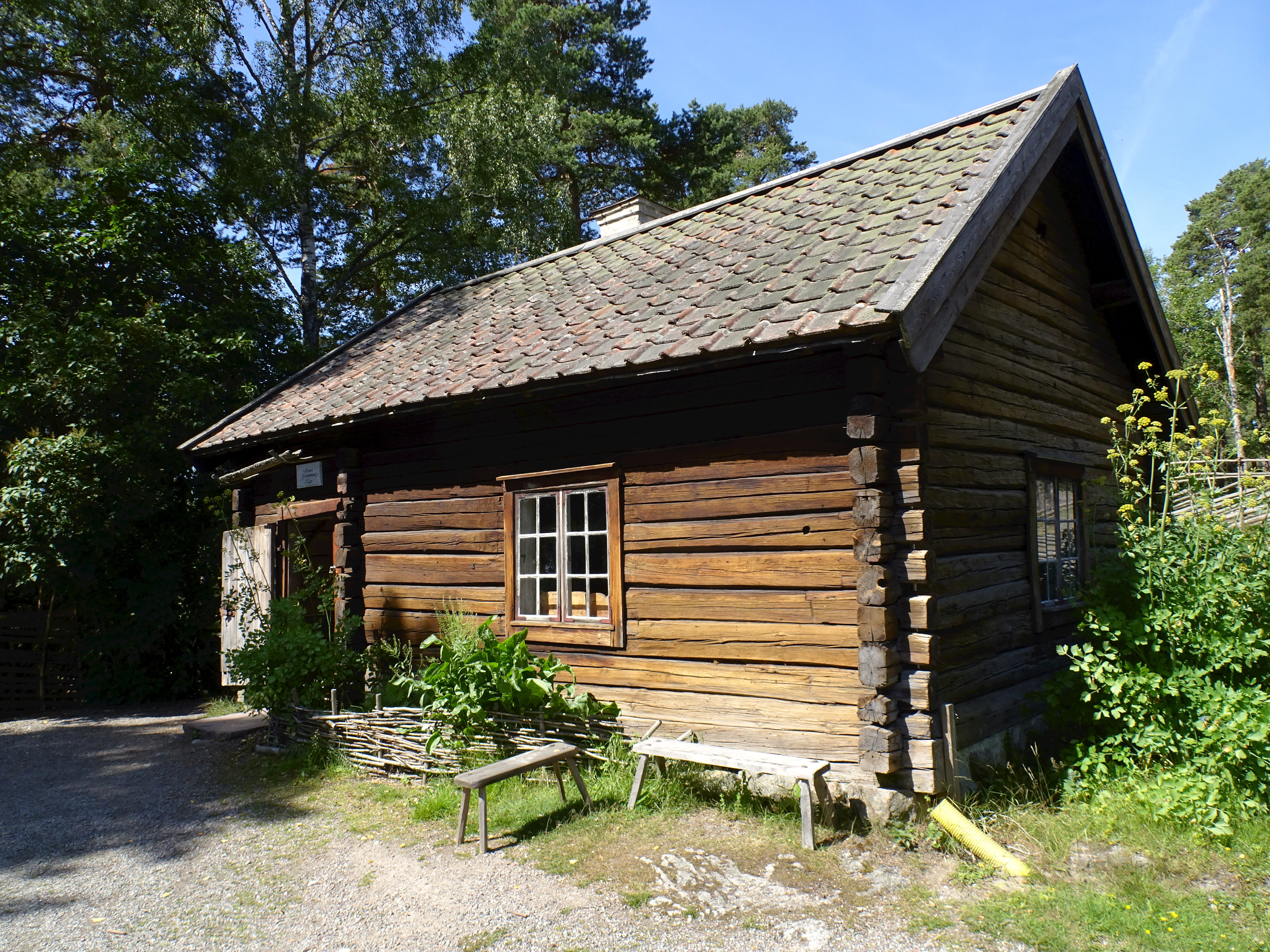
Båtsmanstorpet Östberg, 2017.

Båtsmanstorpet Östberg kallas en byggnad på friluftsmuseet Torekällberget i Södertälje. Detta båtsmanstorp från början av 1800-talet är uppkallat efter familjen Östberg som bebodde stället på 1860-talet. 1931 flyttades torpet med tillhörande fähus till sin nuvarande plats, strax väster om Råbygården.

## Historik

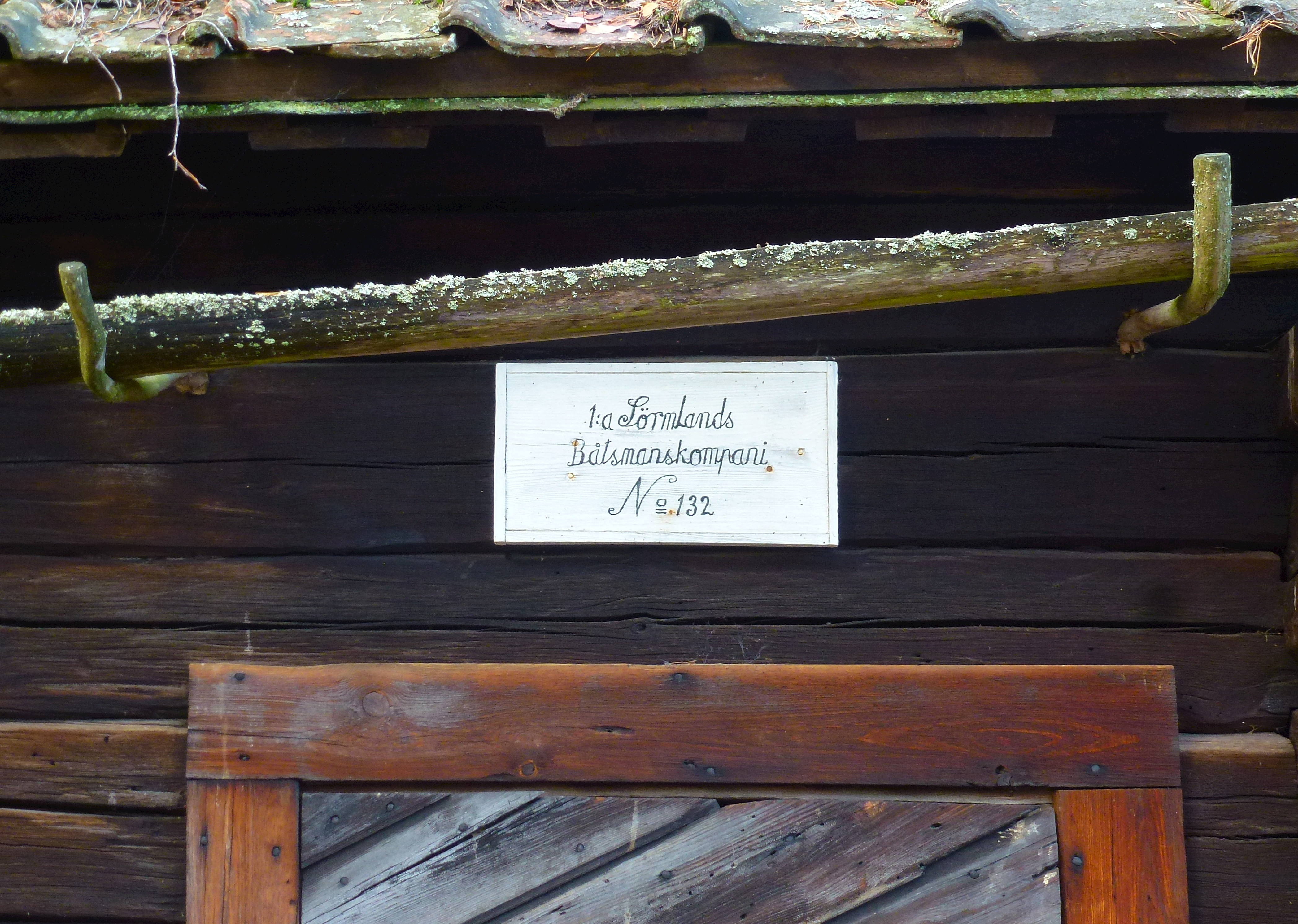
Båtsmanstorp No 132.

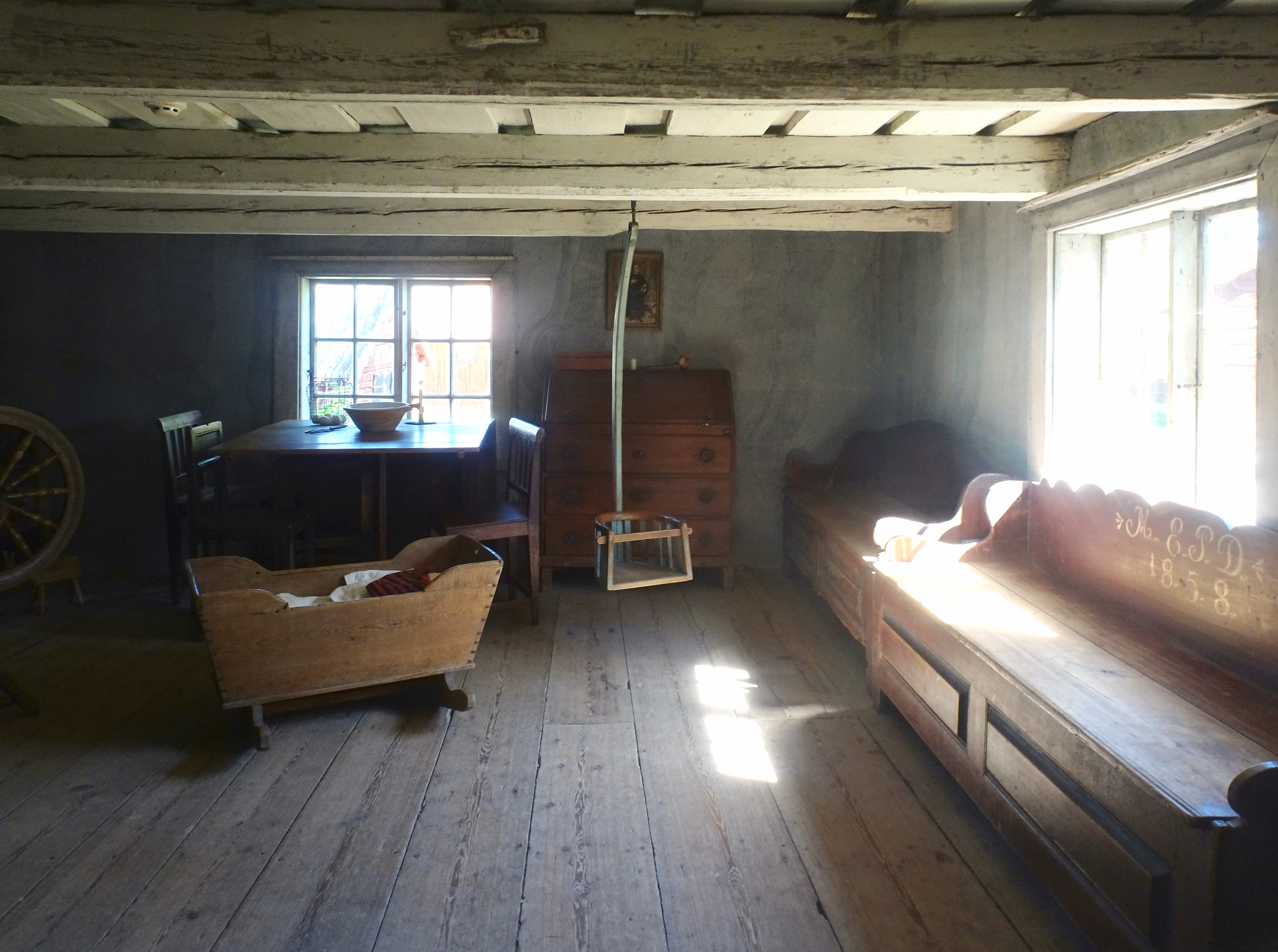
Interiör.

- Ursprunglig placering, koordinater: 59°12′50″N 17°24′28.6″Ö / 59.21389°N 17.407944°Ö

Torekällbergets båtsmanstorp stod ursprungligen i Östra Kumla i Turinge socken och uppfördes troligen i början av 1800-talet. Ett båtmanstorp i denna socken omnämns dock redan 1684. Enligt den numrering som infördes 1738 fick torpet nummer 132 och tillhörde första Södermanlands båtsmanskompani. En skylt över entrédörren berättar om detta. 
Enligt stadgan skulle husgrunden för soldat- och båtmanstorp vara motsvarande 8 × 4 meter och husets höjd upp till takfot var sju stockars bredd vilket utgjorde ungefär två meter. Taket täcktes ursprungligen med torv, senare taktegel. Det fanns inga typritningar utan man byggde efter hwar och en Provincies Egenskap och Bruk. Utförande och standard motsvarade oftast den knuttimrade enkelstugan, alltså ett litet trähus bestående av förstuga, "storstuga" med kokställe (vardagsrum och kök i ett) och kammare. Till den lilla gården hörde även fähus, lada, förråd och dass samt en liten åker.
Torpen fick även namn efter sina båtsmän. Torpet på Torekällberget hette till en början ”Björn” men efter år 1774 byttes namnet till ”Östberg” och samtliga båtsmän i torpet nummer 132 tog sig sedan detta namn. På 1860-talet beboddes Torekällbergets torp av båtsmannen Anders Peter Östberg med hustru Stina Lovisa Johansdotter och fyra barn varav ett avled samma år som det föddes. Dessutom bodde två söner från tidigare äktenskap i huset. Totalt levde åtta personer på den minimala ytan. Som bisyssla bedrev båtsmannen skomakeri. Den siste båtsmannen vid namnet ”Östberg” avled 1904. 
År 1931 skänktes torpet till friluftsmuseet och inreddes så som det kan ha sett ut när familjen Östberg bodde där på 1860-talet. Till miljön hör torpets fähus och ett potatisland som museet anlade bakom boningshuset.